# USA:s folkräkning 1840
USA:s folkräkning 1840 (engelska: 1840 United States census) var den sjätte folkräkningen i USA:s historia. Folkräkningen registrerade 17 069 453 invånare.